# Spiegelstrafe
Als Spiegelstrafe wird eine Strafe bezeichnet, die das vorausgegangene Vergehen widerspiegelt oder auf gleiche Weise erwidert. Sie fügt einem Täter einen gleichartigen Schaden zu wie den, den er zugefügt hat, oder einen andersartigen Schaden, der auf seine Tat bezogen ist und deren Wiederholung unmöglich machen soll. Damit sind meist Körperstrafen gemeint wie das Handabhacken für Diebstahl (lat. punitio membri „Bestrafung an dem Körperteil, mit dem die Straftat begangen wurde“). Das zugrundeliegende Rechtsprinzip ist eine Sonderform der Talion. „Die Strafe selbst soll sagen, warum sie verhängt wird. Man kann solche Strafen, weil sie das Verbrechen widerspiegeln sollen, als spiegelnde Strafen bezeichnen.“

## Herkunft
Spiegelstrafen sind kulturunabhängig nahezu in jeder Volksgruppe verbreitet und schon aus einigen frühen Rechtstexten der Antike bekannt. Ein Beispiel ist der Codex Hammurapi (etwa 1800 v. Chr.). Dort erscheinen Spiegelstrafen vor allem im Zusammenhang von Körperverletzungs- und Tötungsdelikten: 
§ 1: Wenn ein Bürger einen Bürger bezichtigt und Mord(schuld) auf ihn geworfen hat, (es) ihm aber nicht beweist, so wird, der ihn bezichtigt hat, getötet.
§ 192: Wenn ein Mann einem Manne einen Zahn ausgeschlagen hat, wird sein Zahn ausgeschlagen.
§ 230: Wenn ein Baumeister ein Haus nachlässig errichtet hatte, es eingestürzt war und beim Einsturz den Sohn des Hauseigentümers erschlagen hat, wird der Sohn des Baumeisters getötet.
Der 200 Jahre ältere Codex Eschnunna dagegen sah für vergleichbare Delikte einen materiellen Schadensersatz vor, betonte also nicht die Sühne am Täter, sondern etwas, das heute als zivilrechtlicher Schadenersatz eingeordnet werden würde. Ob diese Gedanken dem heutigen strafrechtlichen Täter-Opfer-Ausgleich ähneln, ist fragwürdig. Beide Strafrechtstraditionen haben sich  in der hebräischen Tora, dem seit 1000 v. Chr. entstandenen ältesten Teil der Bibel, niedergeschlagen. Dort findet man mehrfach die sogenannte Talionsformel: „ein Leben für ein Leben, ein Auge für ein Auge, ein Zahn für einen Zahn, … Wunde für Wunde, Strieme für Strieme“ oder abstrakter: „Maß für Maß“.
In der Forschung wird diese Formel jedoch meist gerade nicht als Beleg für eine tatsächliche Rechtspraxis von Spiegelstrafen in Israel angesehen. Denn sie fordert nicht den Geschädigten zur Vergeltung auf, sondern den Täter zum Schadensausgleich, dessen Maß ein Richter nach genauer Bilanzierung des Schadens bestimmen soll. Konkrete Beispiele im Kontext zeigen, dass für den Verlust eines Auges eben nicht ein Auge des Täters ausgeschlagen werden sollte, sondern dieser eine Kompensation leisten sollte, etwa in Form der Freilassung eines Sklaven (Ex 21,18–26 ). Die biblische Talionsformel verbot die damals verbreitete Blutrache und sollte sie durch eine auf den Einzelverursacher begrenzte Haftung und Schadensregulierung mit dem Ziel der Gewaltminderung und Gewaltprävention ablösen. Trotzdem wurde beispielsweise bei Mord der Schadensersatz ausgeschlossen und die Todesstrafe verlangt (Gen 9,6 ):
Wer Blut vergießt, dessen Blut soll durch Menschen vergossen werden.
Nach altrömischem Recht wurde der vorsätzliche Brandstifter durch die spiegelnde Strafe des Feuertods gerichtet. Da die Zunge als Hauptsprechorgan angesehen wurde, bestrafte man in der Antike und im Mittelalter Widerrede, Verleumdung, Majestätsbeleidigung, Verrat, Meineid, Gotteslästerung und andere Taten, die durch Sprechen begangen wurden, mit Verstümmelung, Abschneiden oder Herausreißen der Zunge. Mildere Formen waren das Durchbohren oder Versengen der Zunge.

## Verbreitung
Ein auf Schädigung oder Vernichtung des Verbrechers ausgerichtetes Vergeltungsdenken blieb in der Rechtsgeschichte verbreitet. Es zeigt sich z. B. in den mündlichen Märchen-Überlieferungen. 
Im europäischen Mittelalter kam es besonders seit dem 13. Jahrhundert (siehe Sachsenspiegel) zu einer Verschärfung von Todesstrafen: Selbst Diebe wurden gehängt und zur Warnung der sengenden Sonne ausgesetzt.
In islamischen Ländern wie dem Iran oder Saudi-Arabien, die die Schari'a als Staatsrecht verankert haben, sind Talions-Strafen bis heute möglich: Dieben wird die Hand abgeschlagen, mit der gestohlen wurde. Tätern, die einen Meineid schworen, wird entweder die Zunge abgeschnitten oder die Schwurfinger abgeschlagen. Vergewaltiger von Jungfrauen werden entmannt usw.